# Joaquim Antônio de Almeida

Brasão episcopal, com o Rio Parnaíba na heráldica.

Dom Joaquim Antônio de Almeida (São José de Mipibu, 17 de agosto de 1868 - Macaíba, 30 de março de 1947), foi batizado na capela do povoado Comum também em Monte Alegre aos 3 de outubro de 1868,  foi um bispo brasileiro. Foi o primeiro bispo de Natal. Resignou em 1915.

## Biografia
Fez o curso secundário no Colégio Diocesano, em Olinda, no estado de Pernambuco, e ordenou-se em Fortaleza em 1894. Celebrou sua primeira missa na Igreja de Nossa Senhora dos Prazeres, em Goianinha - RN
Sagrado bispo, foi nomeado para diocese do Piauí, em 1906. Foi transferido para Natal, assumindo a Igreja Matriz de Nossa Senhora da Apresentação - Catedral Metropolitana Antiga, em 23 de outubro de 1910, onde permaneceu até 1915, afastando-se por motivo de doença.
Retornou aos trabalhos na Paraíba e em Pernambuco e, em 1944, voltou a Goianinha e celebrou a missa comemorativa dos seus cinquenta anos de apostolado. Neste mesmo ano passou a residir em Macaíba com sua irmã, Doroteia de Macedo, e onde um sobrinho seu, o criador de gado Antônio Almeida de Macedo, era proprietário da Fazenda Macedo.

### Bispo do Piauí
Foi nomeado o primeiro bispo do Piauí, após o desmembramento da então Diocese de São Luís, em terras piauienses exerceu o episcopado de 1906 a 1911, a Diocese do Piauí posteriormente foi renomeada para Arquidiocese de Teresina.

### Bispo de Natal
O primeiro Bispo de Natal, Dom Joaquim Antônio de Almeida, (1910-1915), veio do Piauí. Instalou o Seminário Diocesano e nomeou o Monsenhor Alfredo Pegado como reitor. Também criou o colégio diocesano e o confiou aos padres da Sagrada Família. Conheceu a situação religiosa do povo através das visitas pastorais às paróquias do interior, enfrentando longas viagens, que duravam meses seguidos, tendo o cavalo como condução. Restaurou a paróquia de São Gonçalo do Amarante e criou a paróquia de Taipu. Ordenou dez padres.
Exerceu o seu múnus até 15 de junho de 1915, quando renunciou ao Bispado, depois de ter sofrido um derrame cerebral, enquanto fazia Visita Pastoral na paróquia de Canguaretama. Depois da renúncia, residiu em Goianinha-RN, em Bom Conselho-RN e em Macaiba-RN, onde faleceu a 30 de março de 1947.[carece de fontes?]